# Bass Rock Castle

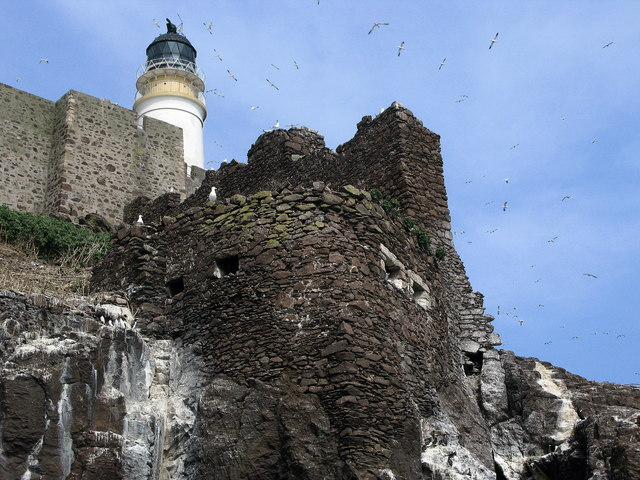
Die Überreste der Burg und der Leuchtturm

Bass Rock Castle ist eine Burgruine auf dem Bass Rock, einer Insel im äußeren Teil des Firth of Forth in der schottischen Council Area East Lothian. Sie als Scheduled Monument denkmalgeschützt.

## Beschreibung

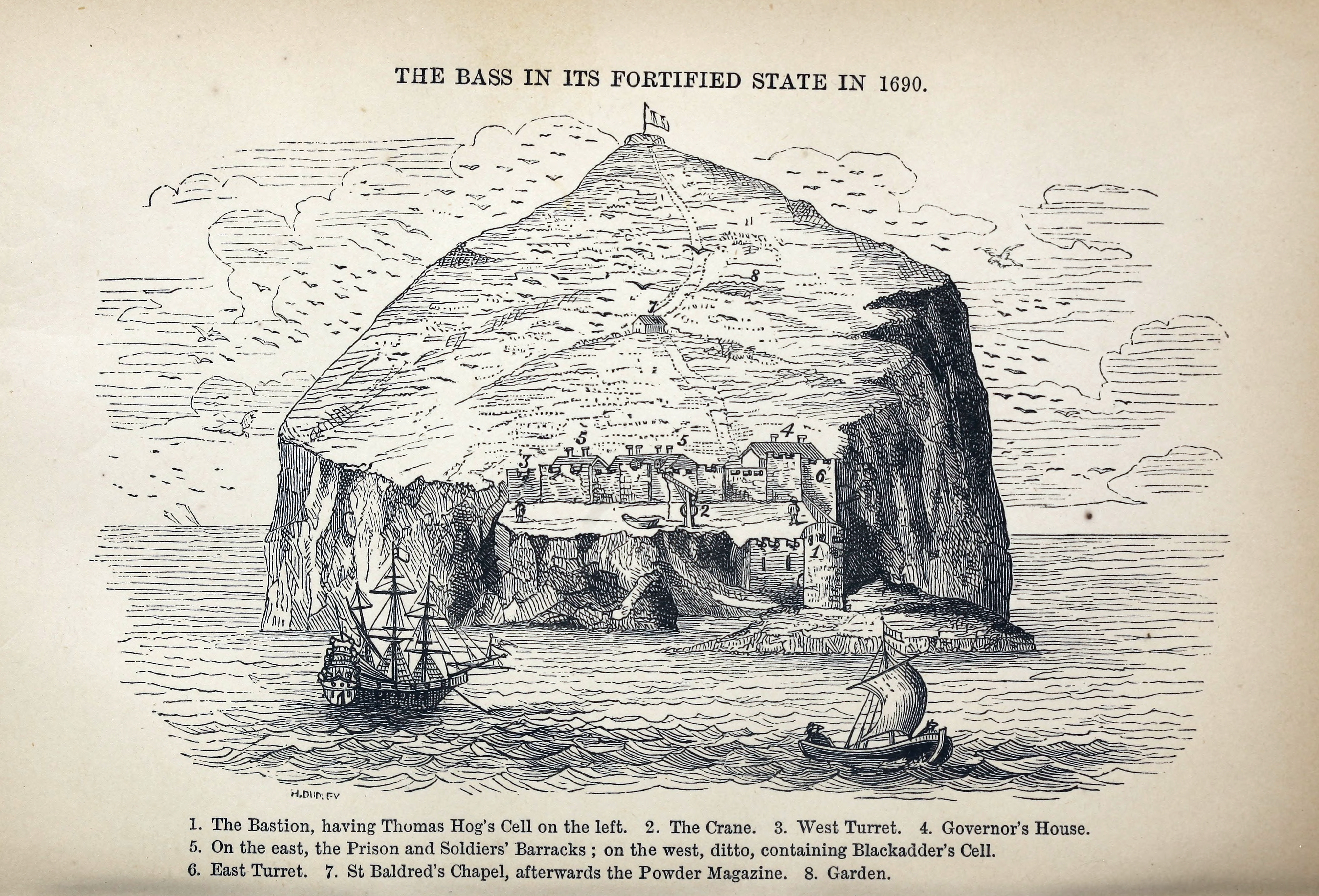
Ansicht der Burg auf Bass Rock (um 1690)

Nicht weit vom Schiffsanleger der Insel kreuzt eine Kurtine den Hang, die den Geländeformationen folgt. Sie hat verschiedene Vorsprünge und runde Bastionen, wo ein Felsvorsprung einen geeigneten Grund bietet. Die Brüstung der Kurtine ist mit Zinnen versehen und besitzt den üblichen Wehrgang. Eine weitere Kurtine verläuft im rechten Winkel hinunter zum Meer in der Nähe des Schiffsanlegers und endet in einem Rundturm, dessen gewölbte Basis schlecht ausgeschrägte und offensichtlich eher dilettantisch konstruierte Schießscharten besitzt. Der Zugang zur Burgruine befindet sich in dieser Außenwerksmauer, wo sie auf die andere Kurtine stößt.
Die hauptsächlichen Verteidigungsanlagen kann man etwas weiter auf derselben Linie durch ein hervorstehendes, zweistöckiges Gebäude betreten. Dieses Gebäude hat einige offene Kamine mit sehr einfachen und späten Steinmetzarbeiten. Die Gebäude sind aus dem lokal verfügbaren Basalt und das Mauerwerk besteht aus grobem Bruchstein. Wie häufig findet man keine klaren Hinweise für die Datierung der einzelnen Teile, die höchstwahrscheinlich zu verschiedenen Zeiten entstanden sind.
Etwas unterhalb des Eingangs befindet sich ein Turm, der eine einfache Bastion bildete und an den im 17. Jahrhundert eine Schlafkammer mit Giebeln angebaut wurde. Diese musste trotz ihrer geringen Ausmaßen ausreichend bequem gewesen sein. Der behauene offene Kamin war mit blauen, holländischen Fliesen verziert. Heute ist das Gebäude stark verfallen.

## Geschichte

### Königliche Besuche
1497 besuchte König Jakob IV. Bass Rock und weilte zusammen mit einem späteren Robert Lauder of the Bass in der Burg. Der Fährmann, der den König von Dunbar aus übersetzte, bekam 14 Shillings. George Lauder of the Bass beherbergte König Jakob VI., als dieser 1581 Bass Rock besuchte; der König war von dem Felsen so entzückt, dass er ihn kaufen wollte, was allerdings George Lauder nicht gefiel. Der König scheint dies akzeptiert zu haben.

### Gefängnis
1671 wurde die Burg zu einem berüchtigten Gefängnis, in dem viele Jahrzehnte lang Gefangene aus religiösen und politischen Gründen inhaftiert waren, insbesondere Covenanters wie Alexander Peden. Alexander Blackadder, einer der Märtyrer der Convenanters, starb 1686 auf Bass Rock und liegt in North Berwick begraben.

### Zerstörung
Charles Maitland, 3. Earl of Lauderdale, hielt Bass Rock für König Jakob VII. kurze Zeit, nachdem das schottische Parlament seine Abdankung erklärt hatte. Die Regierung ließ die Festung 1701 zerstören.